# Улісс (Пенсільванія)
Улісс (англ. Ulysses) — місто (англ. borough) в США, в окрузі Поттер штату Пенсільванія. Населення — 599 осіб (2020).

## Географія
Улісс розташований за координатами 41°54′11″ пн. ш. 77°45′17″ зх. д. / 41.90306° пн. ш. 77.75472° зх. д. (41.903050, -77.754821).  За даними Бюро перепису населення США в 2010 році місто мало площу 10,50 км², уся площа — суходіл.

## Демографія
Згідно з переписом 2010 року, у селищі мешкала 621 особа в 250 домогосподарствах у складі 162 родин. Густота населення становила 59 осіб/км².  Було 289 помешкань (28/км²).
Расовий склад населення:
| - 98,7 % — білих - 0,8 % — чорних або афроамериканців |

До двох чи більше рас належало 0,3 %. Частка іспаномовних становила 0,3 % від усіх жителів.
За віковим діапазоном населення розподілялося таким чином: 29,5 % — особи молодші 18 років, 54,6 % — особи у віці 18—64 років, 15,9 % — особи у віці 65 років та старші. Медіана віку мешканця становила 39,6 року. На 100 осіб жіночої статі у селищі припадало 86,5 чоловіків;  на 100 жінок у віці від 18 років та старших — 75,9 чоловіків також старших 18 років.
Середній дохід на одне домашнє господарство  становив 44 734 долари США (медіана — 27 083), а середній дохід на одну сім'ю — 49 516 доларів (медіана — 33 750). Медіана доходів становила 48 125 доларів для чоловіків та 21 250 доларів для жінок. За межею бідності перебувало 36,9 % осіб, у тому числі 60,2 % дітей у віці до 18 років та 17,2 % осіб у віці 65 років та старших.
Цивільне працевлаштоване населення становило 226 осіб. Основні галузі зайнятості: освіта, охорона здоров'я та соціальна допомога — 27,9 %, транспорт — 13,7 %, виробництво — 13,7 %.